# Jazz Samba
Ne doit pas être confondu avec Samba jazz.
Albums de Stan Getz et Charlie Byrd
Jazz Samba Encore! (en)
Jazz Samba est un album de bossa nova de Stan Getz et Charlie Byrd sorti en avril 1962.

## L'album
Jazz Samba a été le premier album majeur de bossa nova sur le marché américain. Il a marqué le début de la vague de bossa aux États-Unis qui a atteint son apogée au milieu des années 1960. Bien que Stan Getz figure sur cet album, il a été fortement inspiré et conçu par Charlie Byrd. L'album a été produit par Creed Taylor.
Stan Getz reçoit un Grammy Award pour Desafinado, et confirmera par la suite avec sa collaboration avec João Gilberto en 1964 pour l'album Getz/Gilberto qui sera un des albums les plus notables de bossa nova.
Il a été suivi par l'album Jazz Samba Encore! (en) en 1963, où Stan Getz est associé au guitariste brésilien Luiz Bonfá.
Il est cité dans l'ouvrage de référence de Robert Dimery Les 1001 albums qu'il faut avoir écoutés dans sa vie.
Il a reçu le Grammy Hall of Fame Award en 2010. 

## Liste des morceaux

### Face 1
1. Desafinado (Antônio Carlos Jobim, Newton Mendonça) — 5:52
2. Samba Dees Days (Charlie Byrd) — 3:35
3. O Pato (Jayme Silva, Neuza Teixeira) — 2:34
4. Samba Triste (Baden Powell, Billy Blanco) — 4:44

### Face 2
1. Samba de Uma Nota Só (Antônio Carlos Jobim, Newton Mendonça) — 6:12
2. É Luxo Só (Ary Barroso) — 3:43
3. Baia[3] (Ary Barroso) — 6:49

### Bonus track sur la version CD
1. Desafinado 45 rpm issue — 2:00